# Lachowo
Lachowo is een plaats in het Poolse district  Kolneński, woiwodschap Podlachië. De plaats maakt deel uit van de gemeente Kolno en telt 540 inwoners.